# Francisco Castro Lalupú
Francisco Castro Lalupú (Bellavista, Sullana, Peru, 13 de agosto de 1973) é um prelado católico romano peruano. É bispo titular de Putia em Bizacena e bispo auxiliar da Arquidiocese de Trujillo desde 4 de abril de 2020.

## Educação
Dom Castro Lalupú nasceu no destrito de Bellavista, Sullana no Peru. Após concluir a educação escolar, iniciou sua formação sacerdotal, primeiro no Seminário Maior San Juan María Vianney da Arquidiocese de Piura e depois no Seminário Maior San Carlos e San Marcelo da Arquidiocese de Trujillo. Continuou sua formação no Pontifício Ateneu Regina Apostolorum em Roma, Itália, e concluiu com o título de Bacharel em Teologia.
Foi ordenado sacerdote em 6 de junho de 2004, para a Arquidiocese de Trujillo.

## Trabalho pastoral e educativo
Após retornar ao Peru em 2004, atuou como administrador paroquial da paróquia de Santiago Apóstolo em Trujillo e um ano depois foi nomeado administrador paroquial da paróquia São José.
De 2006 a 2010 foi pároco de São Toribio de Mogrovejo; e de 2015 a 2018 foi responsável pela capela de Santa Ana. De 2018 a 2020, atuou como vigário paroquial de São Toribio de Mogrovejo, na Basílica Catedral de Santa Maria de Trujillo .
No período de 2006 a 2008 foi conselheiro no Departamento da Família; de 2007 a 2009 atuou como administrador auxiliar da Arquidiocese de Trujillo; e no mesmo período foi professor no Seminário Maior San Carlos e San Marcelo em Trujillo.
De 2009 a 2016 foi administrador da Arquidiocese de Trujillo; e no período de 2011 a 2014 trabalhou como conselheiro no Departamento de Ministério Pastoral para Acólitos; e de 2016 a 2020 atuou como Vigário Episcopal para Assuntos Econômicos e Administrativos da Arquidiocese de Trujillo.

## Prelado
Em 4 de abril de 2020, foi nomeado pelo Papa Francisco como segundo Bispo Auxiliar da Arquidiocese de Trujillo, Peru, e Bispo Titular de Putia em Bizacena . Em 29 de setembro de 2020, foi consagrado bispo pelo Arcebispo Metropolita Héctor Miguel Cabrejos Vidarte e outros prelados da Igreja Católica, incluindo o bispo de Chiclayo, Robert Francis Prevost, posteriormente eleito Papa Leão XIV.